# Alette
Alette è un comune francese di 351 abitanti situato nel dipartimento del Passo di Calais nella regione dell'Alta Francia.

## Storia

### Simboli
Lo stemma del comune di Alette è stato adottato ufficialmente l’8 dicembre 1995.
Le tre cinquefoglie provengono dall’emblema della famiglia De Montcavrel, primi signori del luogo.
I maglietti ricordano lo stemma dei De Mailly che presero possesso di questa terra nel 1648 quando Charles de Mailly sposò Jeanne de Monchy. Gli stessi martelli si trovano nell stemma del comune di Aix-en-Issart.

## Società

### Evoluzione demografica
Abitanti censiti